# Leuronotina orizabae
Leuronotina orizabae är en insektsart som först beskrevs av Henri Saussure 1861.  Leuronotina orizabae ingår i släktet Leuronotina och familjen gräshoppor. Inga underarter finns listade i Catalogue of Life.